# Dornfelder

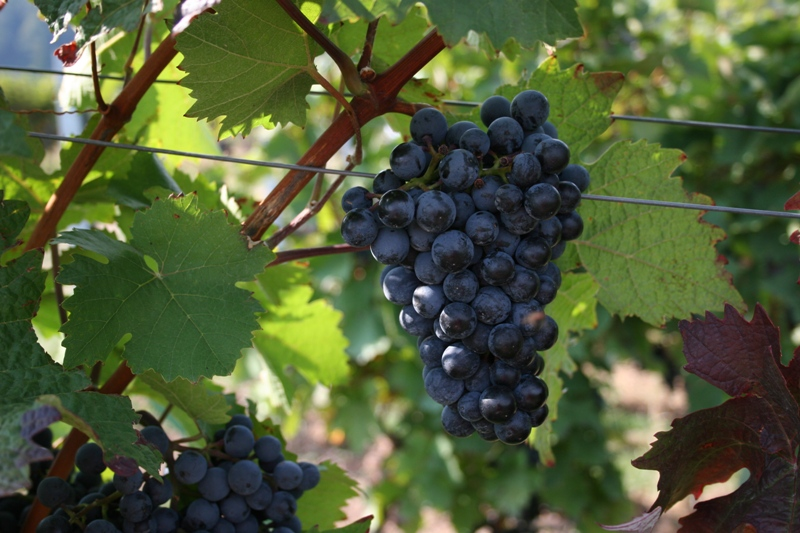
Racimo de dornfelder.

La dornfelder es una variedad de uva de piel oscura de origen alemán usada para hacer vino tinto. Fue creada por August Herold (1902-1973) en el instituto de viveros de uvas de Weinsberg, en la región de Wurttemberg, en 1955. Herold cruzó las variedades helfensteiner y heroldrebe para crear la dornfelder. La helfensteiner (frühburgunder/pinot noir précoce × trollinger/schiava grossa) y la heroldrebe (blauer portugieser × blaufränkisch/lemberger) eran cruces creados algunas décadas antes por el propio Herold. La dornfelder recibió la protección como variedad y se permitió su cultivo en 1979. Fue nombrada así en honor de Immanuel August Ludwig Dornfeld (1796–1869), un funcionario de alto rango que fue promotor de la escuela viticultura de Weinsberg.
Tradicionalmente, los vinos tintos alemanes han sido más pálidos y con menos cuerpo, pero los nuevos cruces de uvas tintas, que encuentran su mayor exponente en la dornfelder, han permitido la producción de vinos tinos de estilos más internacionales. La dornfelder tiene un color oscuro, una buena acidez y la capacidad de beneficiarse de la crianza en barrica asumiendo los sabores del roble. En comparación con las variedades tintas tradicionales de Alemania, la dornfelder es más fácil de cultivar que la spätburgunder, tiene mejor resistencia a la putrefacción que la blauer portugieser (así como un color más oscuro, sabores más intensos y más taninos), tiene tallos más fuertes que la trollinger, madura antes que la lemberger y logra un mosto más pesado y con más alcohol que el resto de los mostos de las variedades citadas. La dornfelder puede ser muy productiva, con rendimientos que pueden superar los 120 hectólitros por hectárea, pero los productores normalmente mantienen los randimientos más bajos. Los vinos de más calidad de dornfelder tienen una textura aterciopelada, son ligeramente florales, a menudo tienen sabores a ciruelas, moras y cerezas y normalmente pasan un tiempo en barrica. A veces los vinos tienen un toque de dulzura.
La dornfelder es la segunda uva tinta más ampliamente plantada de Alemania. Un aumento de las plantaciones en los años 80 y 90 le permitió superar a la blauer portugieser en 2001. Se ha establecido en la mayoría de las regiones alemanas, y ha sido particularmente exitosa en Rheinhessen y el Palatinado. En 2006, se cultivaban 8231 hectáreas en Alemania, aunque ya no tiene una tendencia creciente.

## Historia y relación con otras uvas

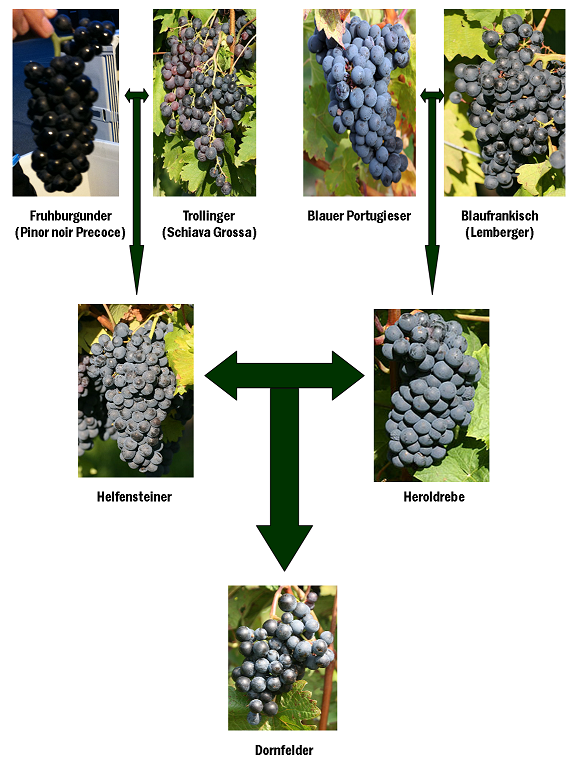
El árbol genealógico de la dornfelder muestra las variedades de las que desciende.

La dornfelder se creó en 1956 en el Centro de Investigaciones de Weinsberg en Baden-Wurttemberg por el viticultor alemán August Herold. Fue creada cruzando dos vitis vinífera creadas previamente por Herold, la helfensteiner (un cruce de frühburgunder/pinot précoce noir y trollinger/schiava grossa creado en 1931) y la heroldrebe (un cruce de blauer portugieser y blaufränkisch/lemberger creado en 1929). La veridad fue llamada como uno de los que fundó en el siglo XIX la escuela de viticultura de Weinsberg, Immanuel August Ludwig Dornfeld.
Fue creada originalmente como una variedad de mezcla para añadir color a los vinos tintos pálidos de Alemania. Las plantaciones de dornfelder comenzaron lentamente. En torno a 1970 había solamente unas 100 hectáreas de la variedad. La variedad fue aprobada oficialmente para la producción de vino alemán en 1980, lo que produjo un incremento rápido de las plantaciones durante el resto del siglo XX. Del 2000 al 2005-2006, las plantaciones se duplicaron de nuevo por el éxito comercial de la dornfelder.
Al ser un cruce de vitis vinífera exitoso, ha sido usada para crear nuevas variedades, como la acolón (un cruce de 1971 con la blaufränkisch), la cabernet dorio (un cruce de 1971 con la cabernet suvignon), la cabernet dorsa (otro cruce de 1971 con la cabernet sauvignon) y la uva monarch (un cruce de 1988 con la solaris).

## Viticultura
La dornfeld fue creada para ser vigorosa y tener altos rendimientos, que puduiera producir fácilmente 120 hl/ha, con una alta concentración de fenoles que contribuyen a producir un vino tinto de color oscuro. La variedad tiende a ser de brotación temprana a media y las uvas maduran con pieles gruesas, lo que le da resistencia a los riesgos de la viticultura, como las infecciones fúngicas como la putrefacción por botritis.

## Regiones vinícolas

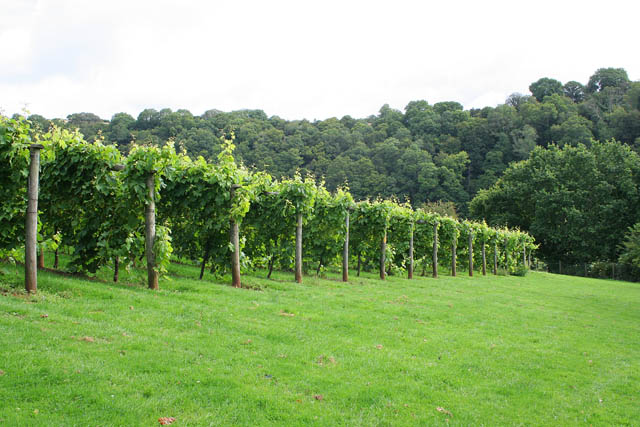
Un viñedo de dornfelder en el condado de Devon, en el suroeste de Inglaterra.

Muchas de las plantaciones de dornfelder se pueden encontrar en su tierra natal, Alemania, donde había 8101 hectáreas plantadas de uva en producción en 2012. Cerca de 3000 hectáreas de estas plantaciones se encontraron en las dos mayores regiones vinícolas de Alemania, el Palatinado y Rheinhessen. Desde Alemania, la expansión de las plantaciones de dornfelder a finales del siglo XIX hizo que llegara a Suiza, donde en 2009 había 21 hectáreas, la mayoría de las cuales estaban en los cantones de Schwyz y Zúrich.
La uva fue introducida en Inglaterra a finales de los años 80, donde fue usada sobre todo para vinos rosados y espumosos. Aunque algunos productores ingleses hicieron vinos tintos de cuerpo ligero, su uso para la producción de vinos tintos ha caído en favor de uvas híbridas como la regent, cuando ganó popularidad. En 2007 había una producción estimada de 16 ha en Inglaterra. En la República Checa hay algunas plantaciones de dorfelder.
A las afueras de Europa, la dornfelder se puede encontrar en las AVAs de Lodi y de las colinas de Santa Rita de California, los Lagos Finger de Nueva York, así como en Pensilvania y en Virginia. También pueden encontrarse plantaciones de la uva en Canadá, en el vino de la isla de Vancouver, en la Columbia Británica. En la región brasileña de Río Grande del Sur, algunos productores de vinos sudamericanos están experimentando con esta variedad. La isla japonesa de Hokkaido tenía 5 hectáreas de producción de dornfelder en 2009.

## Vinos

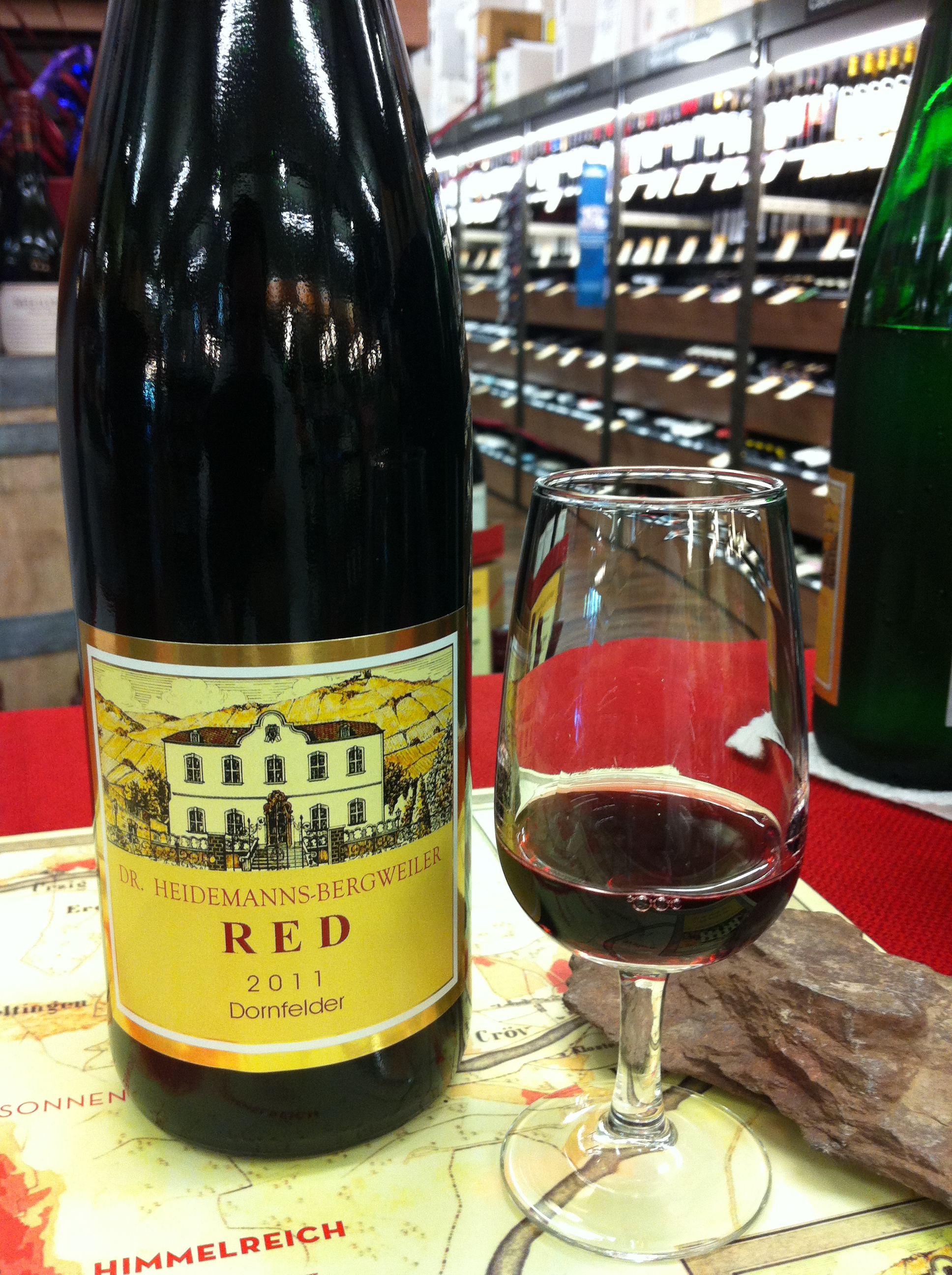
Un vino dornfelder de Alemania.

Debido a su piel gruesa, que es rica en compuestos fenónlicos como los anthocyanins, la dornfelder tiende a producir vinos de color oscuro que pueden tener una textura rica y suave en la boca. Los vinos normalmente tienen una cantidad apreciable de acidez, habiendo algunos ejemplares con aromas florales. La calidad superior de los vinos producidos de dornfelder tiende a depender de los rendimientos de la cosecha. Los vinos producidos de bajos rendimientos son más propensos a ser lo suficientemente afrutados como para complementarse bien con un periodo de crianza en barrica de roble, que le añade más cuerpo y complejidad al vino.
Desde los comienzos de su historia, los productores alemanes usan dornfelder para hacer vinos del estilo del Bejaulais nouveau usando maceración carbónica para hacer un vino ligero, afrutado y, a veces, con un toque de azúcar residual. Hoy, muchos de los ejemplares de dornfelder se fermentan secos, aunque existen algunos ejemplos no secos, con sabores a guindas y moras.

## Sinónimos
El único sinónimo conocido para la dornfelder es su código de cultivo de Weinsberg: We S 341.